# Торн, Мишель (порноактриса)
Мишель Торн (англ. Michelle Thorne, родилась 2 августа 1975 года) — британская эротическая фотомодель и порноактриса.

## Биография
Карьеру в порноиндустрии начала в 1999 году с фильма All Amateur: Girls of the UK. За всю свою карьеру сотрудничала с компаниями Bluebird Films, Extreme Associates и Union Jaxxx. Основала собственную студию Bombchelle Productions, также известна как режиссёр нескольких порнофильмов. В августе 2005 года BBC назвало её одной из наиболее известных и узнаваемых личностей британской порноиндустрии.
В 2005 году Мишель участвовала в отборе второго сезона музыкального реалити-шоу The X Factor и прошла предварительные прослушания, оказавшись в числе 60 участников и рассчитывая попасть под наставничество Шэрон Осборн. Однако Мишель в итоге не попала в окончательный список участников: на тот момент она была беременна и рассказала Осборн об этом, но та, по всей видимости, превратно поняла слова Мишель.
Вне порноиндустрии Мишель Торн появлялась в научно-популярном шоу «Мозголомы: насилие над наукой», озвучивала японское аниме Bondage Mansion (2001), а также снималась в фильмах «Священная плоть» и «Вероятная причина» (англ. Probable Cause).

## Личная жизнь
Супруг — рестлер Дин Пауэлл (поженились в 2010 году). Есть двое детей.
В январе 2016 года поступили сообщения, что Пауэлл в ноябре и декабре (подтверждён случай 29 декабря) дважды избивал Мишель, бросаясь на неё с ножом, и угрожал ей и её отцу Полу убийством. В марте суд приговорил Дина к 2 годам и 4 месяцам тюрьмы.
В декабре 2016 года попала в автоаварию, врезавшись в ограждение около бара в Дауэнде (Бристоль): полиция установила, что Мишель находилась за рулём в состоянии алкогольного опьянения.